# Que el viento borró tus manos
«Que el viento borró tus manos» es una canción compuesta por el músico argentino Emilio del Guercio, que integra -como track 8- el álbum Almendra I de 1969, de la banda de rock Almendra, álbum que ha sido ubicado en la sexta posición entre los mejores de la historia del rock argentino.
Almendra estaba integrada por Luis Alberto Spinetta (guitarra y primera voz), Edelmiro Molinari (primera guitarra), Emilio del Guercio (bajo y coros) y Rodolfo García (batería). En este tema, Del Guercio interpreta la flauta.
Se trata de la primera canción grabada de Emilio del Guercio, en cierta medida postergada por la brillantez de la creatividad de Spinetta, pero que desarrolló luego una importante carrera como cantautor, con temas de gran importancia en el cancionero del rock argentino, como "Violencia en el parque", interpretada por la banda Aquelarre entre muchas otras.

## Contexto
El álbum Almendra I fue grabado en 1969 por la banda de rock Almendra en la que apareció la creatividad genial de Luis Alberto Spinetta, que solo contaba en ese momento con 19 años y grababa su primer álbum.
Tuvo un impacto fundacional en la música popular argentina. En 1985 el periodista Carlos Polimeni realizó una compulsa entre periodistas y músicos destacados del rock argentino sobre los álbumes más influyentes del rock argentino. De los 31 músicos que contestaron, 23 de ellos escogieron el primer álbum de Almendra, seguido lejos de Yendo de la cama al living de Charly García con 12 elecciones y en tercer lugar otro álbum de Spinetta, Artaud, con 10.
El álbum abre también con la canción "Muchacha (ojos de papel)", considerada la segunda mejor canción de la historia del rock argentino, tanto en el ranking realizado por la revista Rolling Stone y la cadena MTV, como en la realizada por el sitio Rock.com.ar.
En la segunda mitad de la década de 1960 había estallado mundialmente el rock como contracultura juvenil: Los Beatles, el movimiento hippie, el pelo largo, jean, la minifalda y el unisex, la revolución sexual, la oposición a la guerra de Vietnam... En ese momento el rock era un género musical esencialmente anglosajón, que solo excepcionalmente se cantaba en español y cuando se hacía, sufría la desvalorización mediática y social, además de carecer casi siempre de originalidad musical y profundidad lírica. En Argentina, en la segunda mitad de la década de 1960 y sobre todo a partir del éxito del sencillo "La balsa" de la banda Los Gatos en 1967, comenzó a aparecer una corriente roquera original, conocida como "rock nacional", cantado en español, que adquirió una masividad creciente y una fuerte capacidad de identificación entre los jóvenes.
El álbum Almendra impactó en ese contexto, definiendo la originalidad, la masividad y la calidad del llamado "rock nacional" argentino en gestación.

Se trata del disco que abrió una dimensión nueva en la canción argentina, la de la canción con armonías de marcado cuño beatle fusionados con elementos del tango, el jazz y el folclore, que luego transitarían Charly García, Fito Páez, Andrés Calamaro y tantos otros.
Juan Francisco Gentile.

## Los códigos del hombre de la tapa
Las canciones del álbum están clasificadas de acuerdo a tres códigos figurativos, referidos al hombre de la tapa: el ojo, la lágrima y la flecha de sopapa. A "Que el viento borró tus manos" le corresponde la lágrima, al igual que "Muchacha (ojos de papel)", "Figuración" y "Plegaria para un niño dormido". El sobre interior indica que la lágrima corresponde a los "temas que están en el brillo de la lágrima de mil años que llora el hombre de la tapa".

## La canción
"Que el viento borró tus manos" es el octavo track, cuarto del lado B, del álbum Almendra I. Se trata de un tema de estructura tradicional (introducción, dos estrofas y estribillo y repetición), caracterizado por el riff de flauta, con un estilo que intentó ser definido como un "engarce de jazz, tango y pop", y que aportó eclecticismo a la variedad estilística que caracterizó a ese álbum que renovó la canción argentina.
Comienza con un bello riff vivaz de flauta traversa ejecutada por Emilio del Guercio, sobre una base do menor-re menor, que da paso al canto pero sobre un ritmo menor y una base do menor-sol menor-sol sostenido mayor, todas tocadas en intervalos disonantes de séptima, que le confieren un clima melancólico. El estribillo sube a fa mayor con un cambio de ritmo, que le da mayor dramatismo, pero sin quitarle melancolía. El cierre utiliza un cambio de compás 3+2/8, muy característico de la música progresiva de los años 1970.
La letra muestra a un narrador indefinido en las estrofas, que relata la historia de "una chica que voló", que se vuelve un narrador de segunda persona en el estribillo, para preguntarle retóricamente, a esa chica ausente, "¿dónde estás ahora, que el viento borró tus manos?". La letra refleja el proceso progresivo del olvido y la melancolía que eso genera:

¿Dónde estás ahora
que el viento borró tus manos?
¿Dónde estás ahora?
Tu cara es muy gris, tu imagen se va.
Que el viento borró tus manos

En enero de 1970, simultáneamente con la salida a la venta del álbum, una revista de mínimo tiraje, Alquitrán, le pidió a Spinetta una nota sobre el álbum que consistiera en dibujos de cada tema con un breve comentario al pie. Durante varias décadas no hubo conocimiento de esos dibujos, hasta que en 2005 un investigador halló un ejemplar de la revista. En ese artículo, titulado "No solo del canto vive la Almendra", Spinetta ilustró la canción con un dibujo en el que se puede ver una mujer en el aire, llevada por el viento y dos puertas. El dibujo está acompañado de un texto que dice:

Creo es que es uno de los mejores temas del álbum. Buena versión de Emilio que siempre joroba y ese día pidió silencio. La letra lo dice absolutamente todo.
Luis Alberto Spinetta (revista Alquitrán, enero 1970)